# Armadillidium valonae
Armadillidium valonae is een pissebed uit de familie Armadillidiidae. De wetenschappelijke naam van de soort is voor het eerst geldig gepubliceerd in 1952 door Arcangeli.